# Heteroseksizem
Heteroseksízem je sistem stališč, predsodkov in diskriminacije v korist raznospolne usmerjenosti in raznospolnih razmerij. To lahko vključuje predpostavljanje, da so vsi drugi ljudje heteroseksualni ali da so spolna privlačnost do osebe nasprotnega spola in razmerja med osebami nasprotnih spolov edina sprejemljiva družbena norma in torej nekaj večvrednega.
Čeprav je heteroseksizem v spletni izdaji slovarjev American Heritage Dictionary of the English Language in Merriam-Webster Collegiate Dictionary  definiran kot diskriminacija homoseksualcev ali predsodki s strani »heteroseksualnih ljudi« in »heteroseksualcev«, imajo lahko ljudje katerekoli spolne usmerjenosti taka odnos in pristranskost, kar lahko vodi v ponotranjeno sovraštvo do svoje spolne usmerjenosti.
Heteroseksizem v smislu diskriminacije v mnogih državah sveta uvršča geje, lezbijke, biseksualce in druge spolnousmerjenostne manjšine med drugorazredne državljane, in sicer glede na različne pravne in človekove pravice, ekonomske možnosti in družbeno enakopravnost. Heteroseksizem je pogosto povezan s homofobijo.